# Joel Valois
Joel Adrian Valois Rodriquez, född 13 november 1995 i Kungsholms församling i Stockholm, är en svensk skådespelare.

## Biografi
Valois studerade vid Stockholms konstnärliga högskola 2018–2021.
Valois tilldelades Dramatens flitstipendium 2024, samt ett stipendium från Bernadottes konstnärsfond samma år.

## Filmografi (i urval)
- 2009 – Familjen Babajou (TV-serie)
- 2022 – Magisterlekarna

## Teater

### Roller (ej komplett)
| År   | Roll                          | Produktion                              | Regi                  | Teater                                        |
| ---- | ----------------------------- | --------------------------------------- | --------------------- | --------------------------------------------- |
| 2020 |                               | Morianen                                |                       | Dramaten The National Black Theatre of Sweden |
| 2021 | Apollon                       | Alkestis (Ἄλκηστις, Alkēstis) Euripides | Elli Papakonstantinou | Dramaten                                      |
| 2022 | Ave                           | Den omättliga vägen                     | Josette Bushell-Mingo | The National Black Theatre of Sweden          |
| 2023 |                               | Europeana                               | Mattias Andersson     | Dramaten                                      |
| 2024 | Jason 1 Ung man 2             | Arv (The Inheritance) Matthew Lopez     | Carl Johan Karlson    | Dramaten                                      |
| 2025 | Herr Perlier (ekorre) Tullman | Jefferson Jean-Claude Mourlevat         | Olle Törnqvist        | Dramaten                                      |